# Teorema do mapeamento conforme de Riemann

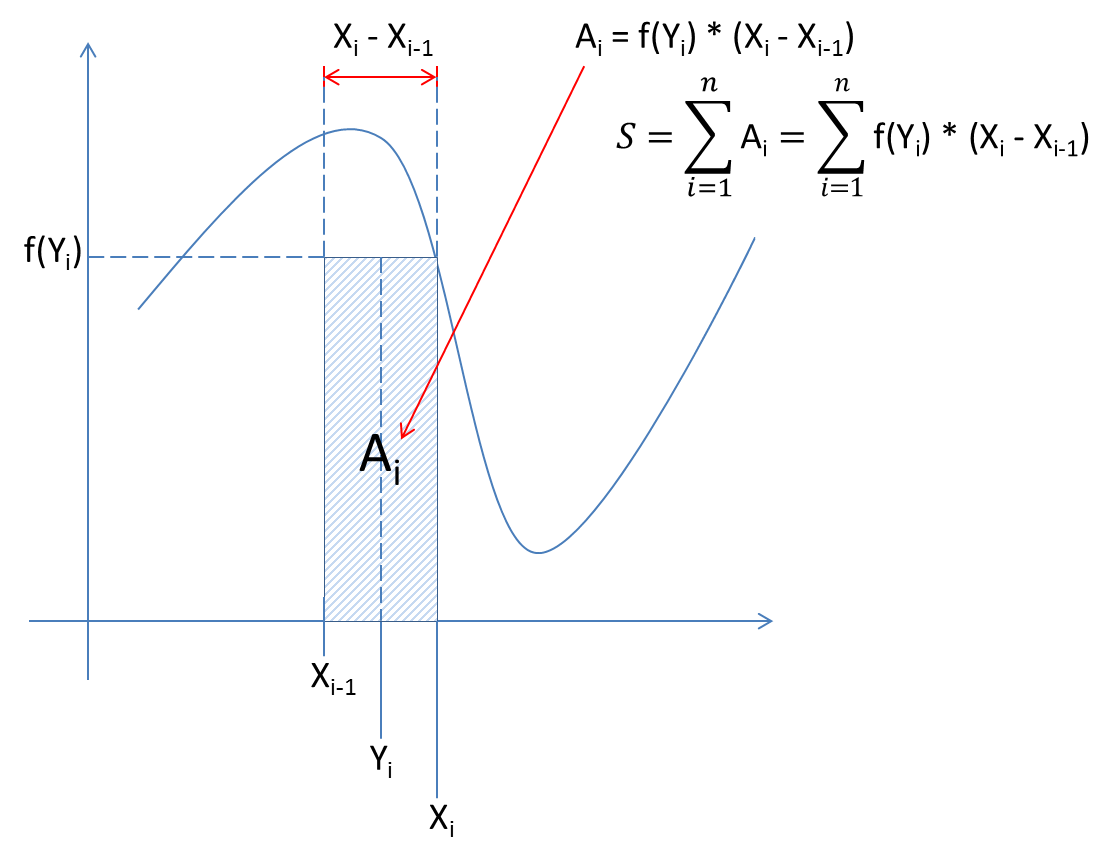
Teorema do mapeamento segundo Riemann

Em análise complexa o teorema do mapeamento conforme de Riemann ou teorema de representação conforme de Riemann estabelece que dado um domínio do plano complexo simplesmente conexo cuja fronteira contenha ao menos um ponto, existe uma aplicação holomorfa e bijetiva desse domínio na unidade de disco.
Tem uma relação inversa com a geometria hiperbólica de Lobachebski.
O teorema se deve ao matemático Bernhard Riemann que o enunciou em sua tese de doutorado de 1851 sobre funções de variáveis complexas.